# Hungaropharma
A Hungaropharma Zrt. egy magyar tulajdonban lévő gyógyszer-nagykereskedelmi vállalat. Piaci részesedése közel 40%. 600 beszállító közel 18 000 féle termékét forgalmazza. Több mint 640 munkatársat foglalkoztat.
A Coface CEE Top 500 rangsor szerint 2021-ben és 2022-ben Magyarország 28., illetve 30. és Közép- és Kelet-Európa 213., illetve 278. legnagyobb forgalmú vállalata.

## Tevékenysége
A Hungaropharma Zrt.  közvetlen és akár napi szintű kapcsolatot és információáramlást biztosít a gyógyszergyártók és a gyógyszertárak, kórházak között.

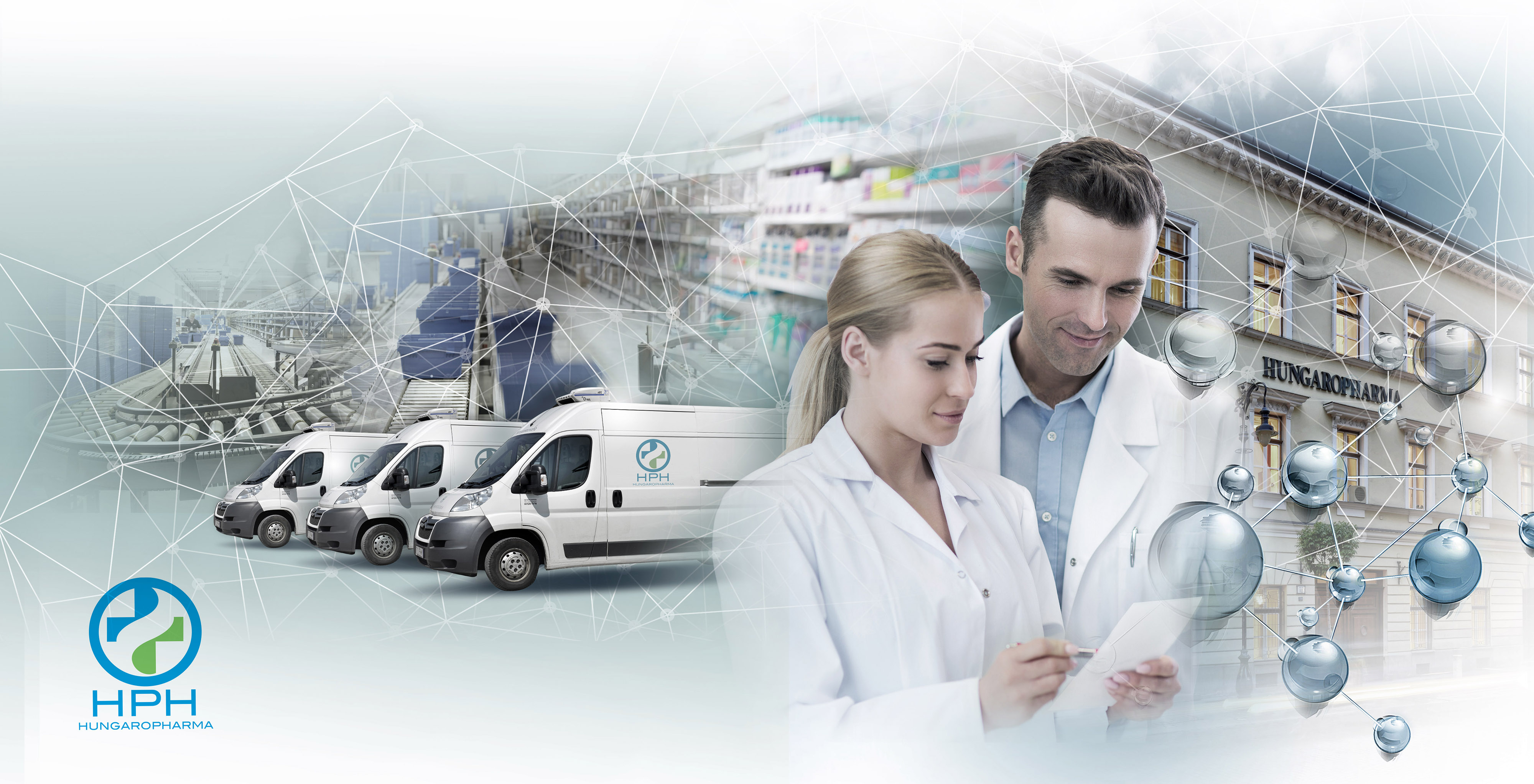
A Hungaropharma háromszázötven beszállító, közel 18.300 féle termékét forgalmazza.

A gyógyszer-kereskedelem minden szereplőjével kapcsolatban áll: csaknem valamennyi magánpatika, kórház és egészségügyi szolgáltató, más gyógyszer-nagykereskedők, az OEP és az OTH is a legfőbb partnerei közé tartoznak. Ezáltal a járó - és fekvőbeteg-ellátás átfogó ismeretével rendelkezik, így az általános magas szintű szolgáltatásai mellett az egyedi igények széles körét is teljesíteni tudja.
A Hungaropharma Zrt. országos lefedettségű logisztikai szolgáltatást biztosít központi (budapesti) és 4 vidéki kereskedőházán, valamint 6 átrakó raktárán keresztül. A Tündérfürt utcai központi raktára Magyarország legnagyobb és legkorszerűbb [forrás?] gyógyszer-nagykereskedelmi raktárbázisa. A számítógép által vezérelt, hajtott görgős pályarendszerek, a legmodernebb automata komissiózó rendszerek teszik lehetővé, hogy:
- átlagosan napi 3 000 egyedi rendelés során,
- rugalmas, 24 órán belüli 1x, 2x, vagy akár 3x kiszállítással,
- 250 gépkocsival napi 49 900 kilométert megtéve,
- meghatározott kereskedelmi feltételek keretén belül vagy szükség esetén életmentő raktárából
- több mint évi 159 millió doboz terméket értékesítsen.

A Hungaropharma Zrt.-től több mint 2500 magánpatika és kórház rendel nap mint nap, így nettó árbevétel alapján Magyarország TOP 30 vállalata közé tartozik. A minőség iránti elkötelezettség a Hungaropharma Zrt. mindennapjainak természetes része. Saját anyagvizsgáló laboratóriumában évi több mint 2000 mintát elemeznek, a legkorszerűbb FT-IR műszerekkel, a kromatográfiás és spektroszkópiás vizsgálatok teljes vertikumával.
| Forgalmazott termékek száma                 | mintegy 18 000 termékfajta |
| Értékesített dobozszám éves szinten         | összesen 159 000 000 db    |
| Kiszállítók által naponta megtett kilométer | megközelítőleg 49 900 km   |

## Története

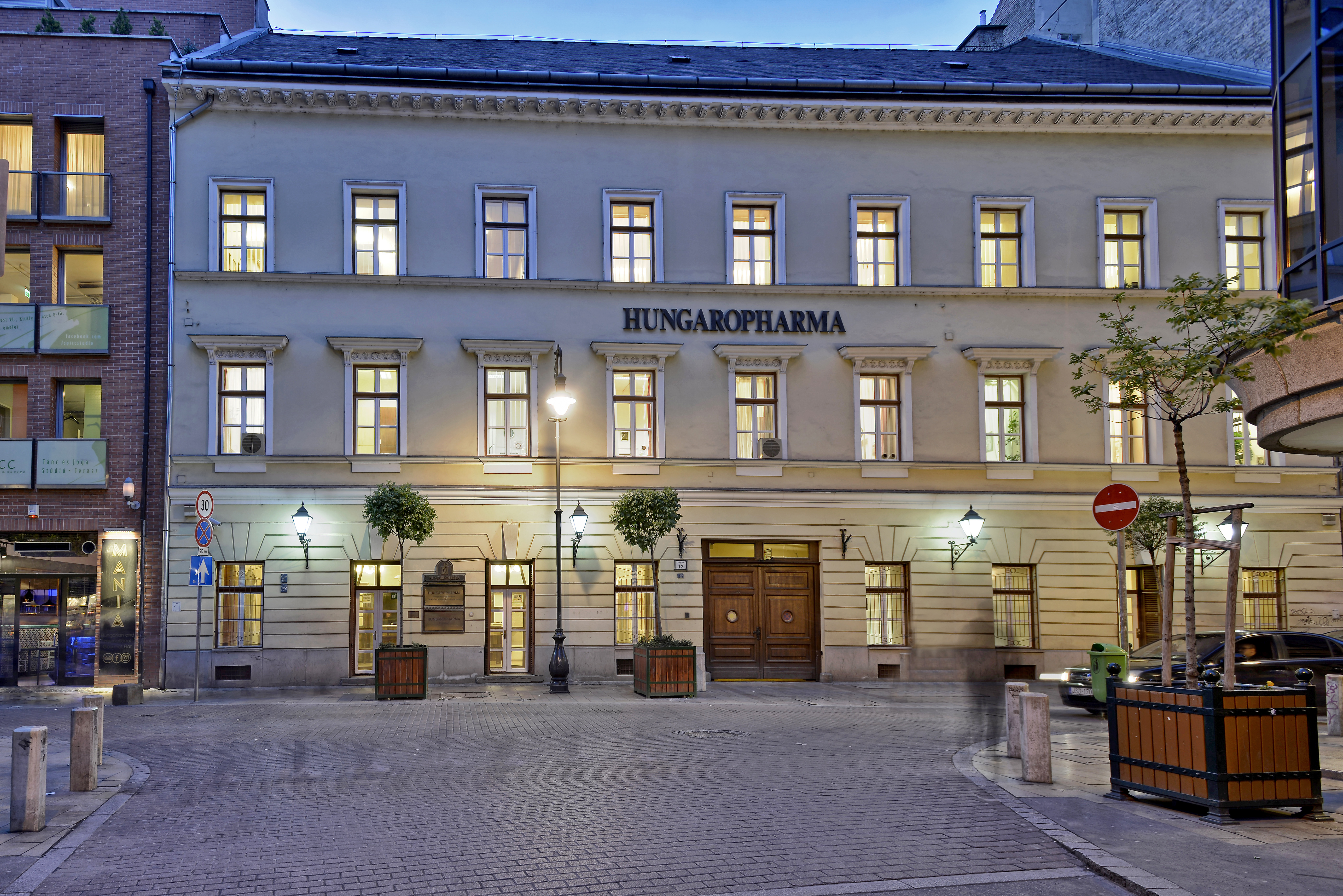
Hungaropharma székház a budapesti Király utcában

### Előtörténete
1949-ben megalakult a Gyógyáruértékesítő Nemzeti Vállalat, amelynek a feladata a megyei gyógyszertári központok kiszolgálása, kizárólagos gyógyszer-nagykereskedelmi tevékenység volt. 1980-tól Gyógyáruértékesítő Vállalat néven a megnövekedett országos igények kielégítése érdekében korszerűsítették és bővítették a raktárkapacitását.
A vállalat 1988-tól teljes körű export-import jogot kapott. 1990-től pedig Hungaropharma Gyógyszerkereskedelmi Vállalat néven működött tovább biztosítva az országos gyógyszerellátást és a napi kiszállítást.

### A cég megalakulásától
- 1993-ban a cég részvénytársasággá alakult.
- A megváltozott piaci igények, és a piacvezető pozíció megőrzése érdekében országosan logisztikai központokat hoztak létre.

- 1995-ben Debrecenben
- 1996-ban Veszprémben
- 2003-ban Miskolcon
- 2004-ben Kaposváron

- A gyógyszertár privatizációt követően, a vevői elvárások a korábbinál rugalmasabb, korszerűbb, kis mennyiségeket, gyakori rendeléseket kiszolgáló logisztikai igényként jelentkeztek. Ezen feladatok, valamint a forgalom folyamatos növekedése érdekében a korábban 30 éven keresztül Gödöllőn működtetett központi raktárbázis megszűnt.
- 2000-től szerepét felváltotta a Budapest X. kerületében Tündérfürt utcában felépített logisztikai központ, mely 12 000 m2 területével máig az ország egyik legnagyobb és legmodernebb gyógyszer-nagykereskedelmi raktára.
- 2002-ben a társaság privatizációjának fontos lépéseként értékesítésre került a vállalat 50 +1% törzsrészvénye.
- 2008-tól a társaság tulajdonosai:

- Richter Gedeon Nyrt. (30,68%)
- Egis Gyógyszergyár Zrt. (30,68%)
- Béres Gyógyszergyár Zrt. (30,68%)
- Magyar Gyógyszer Vagyonkezelő Zrt. (6,65%)
- Egyéb (1,31%)

- A Hungaropharma Zrt. életét 2010-től kezdődően egy alapvető fordulatváltás, az előző időszakkal való szembenézés jellemzi, amely folyamán megpróbált felkészülni a jövő kihívásaira. Ezen időszak alatt felszámolta a múlt következményeit is.
- 2011-től a piaci igényekhez való alkalmazkodás jegyében nagyszabású logisztikai átszervezést hajtott végre a cég, melynek keretén belül a Pécsi (2011) és a Békéscsabai (2012) logisztikai központ korábbi feladatait egy rugalmasabb és hatékonyabb logisztikai rendszerbe integrálta. A magasabb szolgáltatási színvonal, valamint a kiszolgálási idő további csökkentése érdekében egy központi és négy regionális logisztikai központokra épülő, valamint azok hatékonyabb működését kiegészítő átrakó bázisokból álló logisztikai struktúra kiépítése történt meg:

- Központi logisztikai központ – Budapest, Tündérfürt utca
- Regionális logisztikai központok: 
  - Debrecen
  - Kaposvár
  - Miskolc
  - Veszprém

- Átrakó bázis – Kiskunhalas; Mezőberény; Pécs; Szeged, Szolnok; Szombathely

- Mindezek eredményeképpen 2012-től kezdődően a Hungaropharma Zrt. forgalma, valamint piaci részesedése folyamatosan emelkedett, és 2015-re megerősítette piacvezető pozícióját a gyógyszertári csatornában is.
- 2016. január 1-től a Hungaropharma 100%-os tulajdonába került a Bellis Egészségtár Kft.
- 2016-tól kezdődően az „Új partnerség” jegyében folytatja munkáját, így megkezdődött a saját tulajdonú Alma gyógyszertárak értékesítése. 2017-től komplex szolgáltatási csomagot kínál beszállító- és vásárló partnerek részére. Ennek fókuszában az Alma franchise és a Gyöngy Patikák együttműködései, valamint a daxa gyógyszertári rendszer bevezetése állnak. Mindezen felül a vállalat továbbra is kiemelt hangsúlyt fektet a támogatáspolitikára, amelyen belül a fiatal gyógyszerészek támogatása és a CSR tevékenység áll a középpontban.
- A 2018 -as év végén a gyógyszer-nagykereskedő utóbbi éveinek egyik legnagyobb projektje indult útjára. Új logisztikai bázis építése kezdődött el a fővárosi, BLK logisztikai központ mellett. Az új épület, a BLK 2 nevet kapta, amely eredményeképpen Magyarország egyik legnagyobb és legmodernebb logisztikai központja jött létre. A beruházás által pedig a vállalat, a lehető legmagasabb színvonalú szolgáltatást teszi elérhetővé a partnerei számára.
- 2023 BLK III[5] magasraktár minden eddiginél biztonságosabb és teljesen automata technológiáival épült. - Budapesti Logisztikai Központjában mintegy 22.000 EUR raklap temperált raktári kapacitással áll rendelkezésre.A Budapesti Logisztikai Központjában összesen 5.391 m2 – 541 m2:  2-8°C-os, azaz hideg és 4.850 m2: 15-25°C-os, azaz szobahőmérsékletű területtel rendelkezik.

## Leányvállalatai és márkái

### Bellis Egészségtár Kft.
A Hungaropharma célja, hogy az ország legnagyobb fitotéka/egyéb termék kereskedőjévé fejlessze, ezért folyamatosan bővíti a palettáját, hogy a gyógyszertárak minden esetben olyan minőségi termékpalettát tudjanak felmutatni, amely a drogériák és egyéb fitotéka üzletek kínálatánál szélesebb. A vállalat fontosnak tartja, hogy a gyógyszerek teljes körűen, a gyógyászati segédeszközök, tápszerek és pelenkák pedig részben visszakerüljenek a patikákba.

### Magi-lab Kft.
A Hungaropharma alapanyag üzletága, melynek fő tevékenységei a magisztrális készítményekhez szükséges alapanyag és csomagoló anyag biztosítása a patikák számára, a kórház piacra kiszerelt gyógyszeranyag és csomagolóanyag előállítása, a galenusi gyógyszergyártók alapanyag ellátása valamint a saját márkás készítmények előállítása. Célja, hogy 5 éven belül közel 30%-os piaci részesedést érjen.

### Medimpex
Tevékenységének súlypontja a pre-wholesaling tevékenység, vagyis a bérraktározás és a konszignációs raktárak működtetése. Állatgyógyászati termékek, szemészeti készítmények forgalmazóival működik együtt, OEP (2017-től NEAK) által meghirdetett tendereken indul.

### Patika Management Kft.
A kft. egyik fontos feladata a saját tulajdonú gyógyszertárak működtetése volt. 2015 végén az anyavállalat döntése értelmében – elfogadva a törvényi változásokat, s a kormányzati szándékokat megértve – megkezdte gyógyszertárak értékesítését. A törvényi előírásoknak minden tekintetben megfelelő, korrekt, transzparens folyamat 2016 végén sikeresen lezárult. Az értékesített gyógyszertárak immáron tulajdoni szempontból független tagokként vesznek részt – szinte maradéktalanul - az Alma franchise együttműködésben. A vállalat egyre hangsúlyosabb feladata az Alma és Gyöngy program működtetése lesz.

### Patika Platform
Legfőbb terméke a daxa szoftver. A 2017 első félévében piacra kerülő, saját fejlesztésű gyógyszertári-, illetve gyógyszertár irányítási szoftver tökéletesen megfelel a mai kor igényeinek, és a legmagasabb elvárásoknak. Segítségével megszűnik az a kiszolgáltatott - a versenyt teljes mértékben nélkülöző helyzet - amely ma a gyógyszertári szoftver piacot jellemzi.

### QB-Pharma Kft.
A QB-Pharma Kft. 28 éve van jelen a közforgalmú gyógyszertárakat kiszolgáló informatikai piacon. Tevékenységének legfontosabb része a gyógyszertárakat támogató szoftverfejlesztés és számítógépes hardver környezetük zavartalan működtetése. A szoftver moduljai biztosítják felhasználói számára a legkülönbözőbb funkciókat, elektronikus kapcsolatokat szinte minden patikával kapcsolatban álló fontos partner felé, melyek a gyógyszerészi munkát teszik pontosabbá és egyszerűbbé. A rendszer elsőként a hasonló szoftverek között képes "felhő" megoldásként is működni.

### Recyclomed Kft.
A Hungaropharma részesedése a Vállalatban 36%-os. Fő tevékenysége a gyógyszerhulladék begyűjtése. A folyamat kizárólagos koordinátoraként, országos lefedettséggel és a szakma megelégedésére, több mint 1500 tonna gyógyszerhulladékot gyűjtött be eddig, nagymértékben hozzájárulva ez által a környezetterhelés csökkentéséhez.

### Infomix Kft.
Az 1990-ben alapított Infomix Kft. az alapellátásban és a szakellátásban dolgozó orvosok részére biztosít saját fejlesztésű szoftvereket. Kiemelkedő, közel 50%-os piaci részesedéssel bír a háziorvosi programok piacán. Az országos lefedettséget biztosító Infomix célja felhasználói orvos-szakmai döntéseinek támogatása, adminisztratív terheinek minimálisra csökkentése a betegek magas szintű ellátása érdekében. 2019. novemberétől a Hungaropharma Vállaltcsoport tagja.

### Ixnet
A szakmai protokollra épülő Ixnet testre szabható orvosi rendszer, minősített vényíró modullal rendelkezik, EESZT kompatibilis, modulárisan bővíthető betegdokumentációs alkalmazás.